# Nordtyske Slette
Den Nordtyske Slette (tysk: Norddeutsches Tiefland eller Norddeutsche Tiefebene, engelsk: North German Plain eller Northern Lowland) er den tyske del af det Nordeuropæiske Lavland.

## Lavland
Meget af Den Nordtyske Slette er ikke højere end 100 meter over havet. Det sydvestlige hjørne af Den Nordtyske Slette ligger, hvor floden Sieg løber ud i Rhinen. Det er et par kilometer nord for Bonns centrum. 

## Vesterhavskysten
Ved kysten af Nordsøen er sletten meget flad og består stort set af moseområder og mudrede strande. Udenfor kysten ligger De Østfrisiske Øer (Borkum samt flere mindre øer) og de Nordfrisiske Øer, som regnes som en fortsættelse af Den Nordtyske Slette. Øerne blev skilt fra fastlandet under oversvømmelser i Middelalderen. 

## Østersøkysten
Langs kysten af Østersøen møder sletten stejle kalkstensklipper som blev dannet under istiderne. Sletten er dækket af sand langs kysten, mens de indre områder har mose- og hedeandskab. Udenfor kysten nær Stralsund ligger Rügen, som er den største ø i Tyskland. 

## Delstater
Delstaterne Slesvig-Holsten, Hamborg, Bremen, Mecklenburg-Vorpommern, Brandenburg, Berlin, meget af Niedersachsen og Sachsen-Anhalt, dele dele af Sachsen og Nordrhein-Westfalen ligger på Den Nordtyske Slette. 
Under den kolde krig blev Den Nordtyske Slette regnet som en mulig invasionsrute for Warszawapagten ind i Vesttyskland.
53°36′N 10°24′Ø / 53.6°N 10.4°Ø